# Indskibningen til Kithira
Indskibningen til Kithira (også 'Pilgrimsfærd til Kithira' fra fransk: Pèlerinage à l'île de Cythère) er titlen på tre malerier af den franske maler Jean-Antoine Watteau, udført 1710-18.
Den ældste og mindste version blev udført i 1710 og befinder sig i Städel, Frankfurt am Main.
Syv år senere udførte han endnu en version, som sandsynligvis er den bedst kendte.
Den version er nu i Louvre i Paris og er fra 1717 som et sent arbejde til brug for optagelse på Académie royale de peinture et de sculpture (Det kongelige akademi for maleri og skulptur i Paris).
Den yngste og største version fra 1717/18 befinder sig på Schloss Charlottenburg i Berlin.
Med disse såkaldte "Fêtes galantes"-malerier skabte Watteau en ny genre, hvor Rubens og især hans maleri 'Kærlighedshaven' var forbillede ('Garden of Love, 'El jardín del Amor', 'Liebesgarten').
Watteau grundlagde imidlertid en tradition eller genre for fremstiling af socialt samvær i landskabelige omgivelser, der var indflydelsesrig frem til impressionisterne.
| - Inspiration til 'Fête galante'-genren - Rubens: El jardín del Amor, 'Kærlighedshaven' 198 × 283 cm, olie på lærred Museo del Prado, Madrid, 1632-33 |

## Billedbeskrivelse
Alle tre malerier viser et fornemt selskab af unge mennesker samlet på en scene ved en bred.
De ser ud til at vente; der er ingen tydelig fælles handling.
Watteau har muligvis hentet inspiration til denne scene fra komedien Les Trois Cousines ('De tre kusiner') af den franske dramatiker Dancourt − Florent Carton de Dancourt, 1661-1725 − som havde premiere 1700 i Paris.

De vers billedet henviser til er:
| Fransk | Forsøg på dansk                                                                                       | Tysk |
| --- | --- | --- |
| Venez à l’île de Cythère En pèlerinage avec nous Jeune fille n’en revient guère Ou sans amant ou sans époux. | Kom til øen Kithira På pilgrimsfærd med os Ung pige kommer næppe tilbage Uden kæreste eller ægtefælle | Kommt zu der Insel Kythere, Der Pilgerfahrt schließt euch an. Ein Mädchen kommt zurück schwere, Sei's ohne Freund oder ohne Mann; Man macht dort die größte Affäre Aus zärtlichstem Amusement. |

I den ældste version fra omkring 1710 står tre unge kvinder i midten i skinnende kjoler med sænkede blikke.
Den midterste forsøger at trække de andre med sig hen til skibet, og støttes heri af en ung mand.
Bryllupsguden Hymenaios, der bærer en fakkel i venstre hånd, svæver i himlen.
I venstre halvdel af billedet afventer eroter det høviske selskab.
I billedets forgrund står et par med ryggen til beskueren.
Manden viser med en indbydende gestus hen til skibet til venstre og ser ud til at opfordre gruppen af unge kvinder, der stadig er tilbageholdende, til at bevæge sig derhen.
De to versioner der nu befinder sig i Paris (1717) og Berlin (1718) er ret ens.
I midten af billedet ses i gullig kjole en kvinde der ser sig længselsfuldt tilbage, mens hendes ledsager opfordrer hende til opbrud og gå ombord i det ventende skib.
Begge malerier viser i højre side en statue af kærlighedgudinden Venus i en let hævet lund.
I Paris-versionen er den rosenomkransede statue stiv og lige.
I Berlin-versionen væver eroter en rosenkrans omkring statuen, som her er mere udtryksfuld.
Denne statue er næsten identisk med den på Antoine Watteaus maleri Fêtes galantes fra 1717.
| - Statuen på Watteaus 'Fête galante'-maleri fra o. 1717 - Watteaus: Fête galante - Detalje af statuen |

I baggrunden på alle tre malerier − undertiden kun meget svagt angivet − ligger øen Kithira, en græsk ø ud for den sydøstlige spids af Peloponnes.
Det er det sted, hvorom det siges at Venus steg frem af havets skum, blæst op af bølgerne af vindens gud Zefyr.
Netop på dette sted har mange kærligspar samlet sig.

## Baggrund
Øen Kithira regnedes i 1700-tallet for et område for kærlighed, langt fra alle konflikter.
Watteau havde arbejdet med emnet i lang tid og havde indsendt et medlemsstykke Pèlerinage à l'île de Cythère ('Pilgrimsfærd til øen Kithira') til Akademiet i Paris.
Det er omstridt, hvorvidt det der skildres er rejsen derhen eller måske en afsked med øen.
For en sådan tolkning taler kvinden midt i billedet med det længelsfuldt bagudvendte hoved.
Norbert Elias har i sit essay Watteaus Pilgerfahrt zur Insel der Liebe ('Watteaus pilgrimsfærd til kærlighedsøen') behandlet maleriets genesis, og billedet inspirerede den franske komponist Francis Poulenc til at komponere en 'valse musette' med samme navn.
En eksplicit henvisning til kærlighedsøen og det uforstyrrede samvær dér findes hos Auguste Renoir.